# Bipedisme

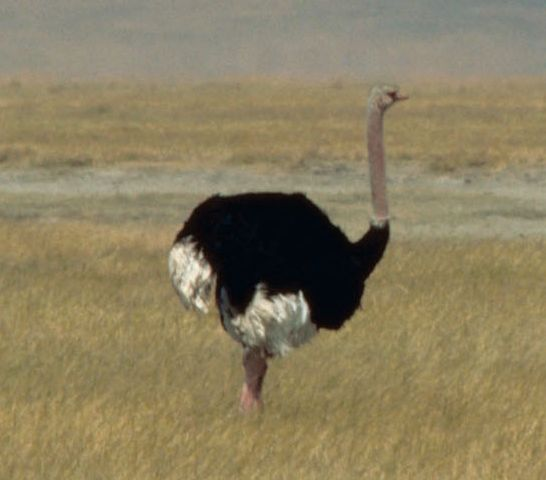
Un estruç és un ocell bípede.

Un animal bípede és el que utilitza les dues extremitats inferiors per desplaçar-se. Alguns exemples d'animal bípede són els humans i alguns dels seus parents propers, o les aus, que descendeixen de dinosaures bípedes del Juràssic. La hipòtesi més acceptada per explicar el bipedisme és la necessitat de canvis en el moviment i la recerca d'aliments per un canvi climàtic que va tenir lloc fa uns 6 milions d'anys.
El bipedisme no va ser una evolució continua durant quatre milions d'anys, sinó que va experimentar un gran canvi amb l'aparició del gènere humà que va succeir fa dos milions i mig d'anys. Aquest canvi va ser repartir el pes en les dues extremitats inferiors per canviar així el centre de gravetat.
Molts científics creuen que el cervell dels humans ha pogut créixer gràcies al bipedisme, perquè nosaltres tenim el cap perfectament equilibrat sobre l'eix del cos; en canvi, si a un animal quadrúpede li tripliques la mida del cervell, com ha passat al llarg de l'evolució dels homínids, el pots desequilibrar. En el cas dels humans, per tal d'equilibrar el nostre cos mentre ens desplacem, movem primer un braç i després l'altre, alhora que girem el tòrax per així poder controlar el centre de gravetat. I en qualsevol cas, tenir les mans lliures i tenir eines és el que fa que els humans comencin a caçar, que és un altre canvi crucial, perquè permet incorporar grans quantitats de proteïnes a la seva dieta, de manera que les femelles ingereixen la matèria primera necessària per gestar nadons amb cervells grossos.
Els australopitecs tenien les cames i el tronc curts, la pelvis molt ampla i el tòrax en forma de campana. A diferència d'aquests homínids, els humans tenim les cames i el tronc més llargs, el tòrax en forma de barril i la pelvis més estreta. Gràcies a aquestes diferències podem córrer més que els australopitecs, probablement aquest fet va facilitar que els primers humans es van aventurar en un ambient de sabana oberta.

## Teories de l'aparició del bipedisme
Existeixen diverses teories sobre l'aparició d'aquest fenomen.
- Per desplaçar-se pels plans, al disminuir la vegetació per acció natural o humana.
- Pel transport d'utensilis amb les extremitats superiors.
- Per crear i utilitzar utensilis i armes.
- Per transportar aliments, aigua o cries.
- Pel desplaçament entre els arbres.
- Per alimentar-se dels arbres.
- Per veure l'horitzó, veure per sobre de la vegetació per poder vigilar en cas de perill.
- Per termoregular el seu cos. Caminar dret en hores de calor transmeten menys calor al cos.
- Per atrapar les seves preses per les sabanes del territori africà amb les seves pròpies eines.[1]

Si ens ho posem a analitzar, córrer amb dues cames és més lent que córrer amb quatre, de manera que és més difícil caçar i és més fàcil ser caçat. Llavors, podem arribar a pensar que aquest canvi no té cap avantatge però per entendre l'origen del bipedisme no ens hem de fixar només en les cames sinó en les mans. Per tant, la pregunta correcta no és quin avantatge té caminar amb dues cames sinó quin avantatge té tenir dues mans.